# コンセッション方式
コンセッション方式（Concession）とは、ある特定の地理的範囲や事業範囲において、事業者が免許や契約によって独占的な営業権を与えられたうえで行われる事業の方式を指す。
例えば、野球場やサッカー場などのスポーツ施設や、映画館などにおいて、施設の運営会社とは異なる会社が飲食店の売店などの営業許可を得たうえで、飲食物の販売を行っていることがある。こうしたケースでは、当該飲食店はコンセッションと呼ばれる。同様に、百貨店にテナントが入居して服飾などの販売を行なっているケースもコンセッションと呼びうる。また、水道事業のような公共サービスについても、コンセッションの形態を取ることが可能である。
コンセッション方式で、営業権を与えられて事業を実施する者（コンセッショネア；the concessionaire）は、固定又は変動（収入の一定割合）の金銭をコンセッションの発注者に支払い、ある地域又は施設における事業運営を行う。広義の公設民営方式（いわゆる指定管理者や民間管理許可制度などとほぼ同義）である。
水道事業の場合、コンセッションは、浄水場等施設の独占的な使用権をコンセッショネアに譲渡する形態をとる。一方で、鉱山事業の場合には、土地の採掘権が与えられるだけであり、なおかつ、非独占的な権利（複数のコンセッショネアが存在）である場合も存在する。
公共サービスのコンセッションの場合には、コンセッショネアたる民間企業と政府との間で結ばれる契約により、公共サービスの運営、維持、投資が契約で定められた年数の間、当該コンセッショネアによって行われることとなる。民間と政府（行政機関）の間で締結される契約は、「リース契約（lease contract）」や「運営契約（management contract)」などと呼ばれる形態をとる場合もある。これらの契約形態は、上下水道分野などではフランスの制度にならい「アフェルマージュ（affermage）契約」と呼ばれることもある。典型的なリース契約では、コンセッショネアである民間企業は、公共サービスの運営や維持を行うが、投資については政府が担う。また、運営契約については、運営や維持を行うコンセッショネアが料金の徴収も行うものの、単に政府の代わりに料金徴収を代行しているだけであり、収入は政府との間で取り決めた額を政府から受け取る形態となる。これは、他の契約形態では、料金が直接コンセッショネアの収入になるのとは対照的である。
チリ、カナダ、英国では、有料道路の整備にコンセッションの考え方を取り入れている（例えば、英国のM6号線）。また、ロンドンのドックランズ・ライト・レールウェイの延伸でも活用されている。
日本では、コンセッション方式はBTO方式のPFI（Private Finance Initiative）事業の実施方法のひとつとして位置づけられ、なおかつPPP（Public-Private Partnerships）の考え方に基づく事業運営手法ともいえる。一方で、フランスでは、PPP方式は日本のサービス購入型PFIに近い事業手法であり、コンセッションやアフェルマージュはDSP（公共サービスの委託、Delegation de Service Public）方式と呼ばれるなど、用いられる用語や定義が相違することがあるため注意が必要である。

## 日本における状況
日本の公共サービス分野では、欧米のように運営権を民間事業者に設定して事業を実施させる事業実施形態、法制度は存在しなかった。しかし、民間資金等の活用による公共施設等の整備等の促進に関する法律（PFI法）が2011年6月に改正され、「公共施設等運営権」という権利が新たに創設されたことで、コンセッション方式を実施するための法制度がはじめて整備された。公共施設等運営権は「公共施設等の管理者等が所有権を有する公共施設等（利用料金を徴収するものに限る。）について、運営等を行い、利用料金を自らの収入として収受する。」権利とPFI法では定義している。

### 基本的な仕組み
公共施設等の管理者（主に国や地方自治体が該当する）から公共施設等運営権を与えられた民間企業は、公共インフラの運営を行うことができるようになる。ここで言う公共施設等とは、法律上は「公共施設等の管理者等が所有権を有する公共施設等（利用料金を徴収するものに限る。）」とされている。より具体的にはPFI法第2条において列挙されている「公共施設等」（インフラ）がその対象となり、「道路、鉄道、港湾、空港、河川、公園、水道、下水道、工業用水道等の公共施設」、「賃貸住宅及び教育文化施設、廃棄物処理施設、医療施設、社会福祉施設、更生保護施設、駐車場、地下街等の公益的施設」などが含まれている。なお、運営権を民間企業に設定できるのは、利用料金を徴収するインフラに限定されている。つまり、無料の駐車場や、入園料無料の公園などでは運営権を民間企業に設定することができない。

### 導入されている施設

#### 空港
コンセッション方式の導入が最も進んでいるのは空港である。2021年時点では、下記の12件19空港で実施されている。なお、飛行場管制（乗客の乗降、貨物の積み降ろし、整備又は停留のために行われるエプロン内の航空機の移動は除く）および進入・ターミナルレーダー管制とそれに係る設備・施設の設置運用は、国土交通省の業務であり、運営権者には委託されない。
- 但馬飛行場（2015年1月1日より指定管理者である但馬空港ターミナル株式会社が運営[3]）
- 関西国際空港・大阪国際空港（2016年4月1日よりオリックスとヴァンシ・エアポートなどが出資する特別目的会社である「関西エアポート」が運営[4]）
- 仙台空港（2016年7月1日より東京急行電鉄・前田建設工業・豊田通商等が合同で設立する特別目的会社「仙台国際空港」が運営[5][6]）
- 神戸空港（2018年4月より関西エアポート子会社の関西エアポート神戸が運営[7]）
- 高松空港（2018年4月より三菱地所などが合同で設立する特別目的会社である「高松空港」が運営）
- 鳥取空港（2018年7月より鳥取空港ビル株式会社が運営[8]）
- 福岡空港（2019年4月より福岡エアポートホールディングス・三菱商事・西日本鉄道・九州電力などが合同で設立する特別目的会社である「福岡国際空港」が運営）
- 南紀白浜空港（2019年4月より経営共創基盤・みちのりホールディングスなどが合同で設立する特別目的会社である「南紀白浜エアポート」が運営[9]）
- 静岡空港（2019年4月より三菱地所・東急（当時は東京急行電鉄）が運営会社である「富士山静岡空港」の株式を取得して運営[10]）
- 熊本空港（2020年4月より三井不動産を筆頭とする11社が合同で設立する特別目的会社「熊本国際空港」が運営）
- 北海道内7空港（一括で民営化）
  - 新千歳空港（2020年6月1日[11] より北海道空港・三菱地所・東京急行電鉄・日本政策投資銀行など16社が合同で設立する「北海道エアポート」が運営）
  - 旭川空港（2020年10月1日[12] より北海道エアポートが運営[13]）
  - 函館空港・釧路空港・帯広空港[14]・女満別空港・稚内空港（2021年3月1日[15] より北海道エアポートが運営）
- 広島空港（2021年7月1日[16] より三井不動産を筆頭とする16社が合同で設立する「広島国際空港」が運営）

青森空港、富山空港、秋田空港、佐賀空港、松本空港でも、コンセッション方式の導入可能性調査に着手した。
また、新潟空港、大分空港、小松空港でも、導入可能性や事業スキーム案の検討などを行うため、民間ヒアリングが実施された。

#### 港湾施設
- 博多港（2019年度（令和元年度）にクルーズ船向け旅客ターミナル施設のマーケットサウンディングを実施[1]）

#### 有料道路
- 愛知県道路公社（2016年10月1日より前田グループ（前田建設工業・森トラスト・大和リース・大和ハウス工業で構成）が設立する特別目的会社愛知道路コンセッションによる運営を開始[19]）

#### 上水道・下水道・工業用水道
- 宮城県（上水道・工業用水道・下水道一体にて、2019年（令和元年）12月に実施方針に関する条例を制定、2020年（令和2）年3月に募集要項を公表、2022年（令和4年）4月に事業開始予定[1]）
- 大阪市（工業用水道事業について、2022年4月より前田建設工業、日本工営、NTT西日本、東芝インフラシステムズが設立するみおつくし工業用水コンセッション株式会社が運営）
- 静岡県伊豆の国市（2019年度（令和元年度）にマーケットサウンディングを実施[1]）
- 浜松市上下水道部（2018年4月1日より西遠処理区においてヴェオリア・ジャパン・オリックス・JFEエンジニアリングなどで設立した浜松ウォーターシンフォニーによる下水処理場（浜松市西遠浄化センター）の運営を開始[20]）
- 高知県須崎市（2020年（令和2年）4月から下水道の運営事業を実施中[1]）
- 神奈川県三浦市（2021年（令和3年）3月に下水道の運営事業の実施方針に関する条例を制定[1]）
- 熊本県（2020年（令和2年）10月に工業用水道の運営事業の実施契約を締結、2021年（令和3年）4月に事業開始[1]）

#### 都市ガス
- 大津市企業局（2019年4月1日より大阪ガス・JFEエンジニアリング・水道機工（東レの子会社）が設立するびわ湖ブルーエナジーによる運営を開始[21]）

#### 公営水力発電
- 鳥取県（2020年（令和2年）7月に4発電所に係る運営事業の実施契約を締結。9月から舂米発電所での運営事業を開始。他発電所についても順次、運営権を設定し、運営事業開始予定[1]）

#### 研修施設
- 国立女性教育会館（2015年7月1日より戸口工業が設立するヌエックベストサポートが運営[22]）

#### 文教施設
- 奈良少年刑務所（旧奈良監獄）（2019年（令和元年）11月から一部の運営事業(史料館運営事業)を実施中[1]）
- 沖縄科学技術大学院大学（OIST）（内閣府所管の特別な学校法人「沖縄科学技術大学院大学学園」が所有・管理する職員・学生用宿舎について、合人計画研究所、西松建設、九電工などから構成されるSPCが運営。2019年（平成31年）4月に実施契約を締結[1]）
- 大阪中之島美術館（2021年（令和3年）度の運営開始に向け、2020年（令和2年）4月に実施契約を締結[1]）

#### スポーツ競技施設
- 有明アリーナ（東京都が所有・管理するスポーツ競技施設。2020年東京オリンピック・パラリンピック開催後の2022年より、電通を代表企業とする10社によるコンソーシアムが出資する株式会社東京有明アリーナが、スポーツ競技や演奏会等のイベント施設として運営[1]）
- 愛知国際アリーナ（2021年（令和3年）3月に基本協定を締結[1]。BTO (Build Transfer Operate) 方式により、前田建設工業、NTTドコモなどが出資する株式会社愛知国際アリーナが新体育館を設計・建設し、完成直後に施設の所有権を愛知県に移転した上で、同社が施設の維持・管理及び運営を行う[23][24]）
- 津山市グラスハウス（2021年（令和3年）3月に実施方針公表、2021年（令和3年）4月事業者公募予定[1]）

#### MICE施設
- 愛知県国際展示場（2019年（令和元年）8月から運営事業を実施中[1]）
- 横浜みなとみらい国際コンベンションセンター（2020年（令和2年）4月から運営事業を実施中[1]）
- 福岡市ウォーターフロント地区（2019年度（令和元年度）にマーケットサウンディングを実施[1]）
- 沖縄コンベンションセンターおよび万国津梁館（令和元年度にマーケットサウンディングおよび一部デューディリジェンスを実施[1]）

#### その他の施設
- 福岡県田川市(2017年（平成29年）10月から芸術起業支援施設の運営事業を実施中[1]。また、2019年（平成31年）4月から駅舎の運営事業を実施中[1])
- 岡山県津山市（2020年（令和2年）7月から町家群の運営事業を実施中[1]）
- 宮崎市（2020年（令和2年）4月からキャンプ場の運営事業を実施中[1]）